# Американское Самоа на летних Олимпийских играх 2008
Американское Самоа принимало участие на летних Олимпийских играх 2008 года в Пекине, Китай. Эта территория США выбрала четырёх спортсменов для участия в трёх видах спорта: плавании, лёгкой атлетике и дзюдо. Участие на Играх-2008 стало седьмым выступлением  Американского Самоа на Олимпийских играх (первое было в 1988 году в Сеуле), и шестым — на летних Олимпиадах. Все четыре спортсмена были дебютантами Олимпийских игр, родились за пределами Американского Самоа и не прошли первые раунды своих соревнований. В 2008 году в составе Американского Самоа участвовало наибольшее количество женщин в истории этой территории - две. Дзюдоистка Силулу А'этону была знаменосцем на обеих церемониях.

## Общие сведения
Американское Самоа — зависимая территория Соединённых Штатов Америки, расположенная на юге Тихого океана. Дебют территории на Олимпийских играх произошёл в 1988 году в Сеуле. С 1988 по 2008 годы Американское Самоа посылало свою делегацию на семь Олимпийских игр (шесть летних и одни зимние), не пропустив ни одной летней Олимпиады с момента дебюта сборной. В 2008 году делегация из Американского Самоа состояла из четырёх спортсменов, в том числе двух женщин, что стало самым большим в истории количеством женщин, заявленных на Олимпийские игры от этой территории.
Дзюдоистка и дебютантка Олимпийских игр Силулу А'этону была знаменосцем на всех церемониях.

## Дзюдо
Рожденная на Гуаме 24-летняя дзюдоистка Силулу А'этону была единственным представителем Американского Самоа в дзюдо на летних Олимпийских играх 2008. До этого она не участвовала на Олимпийских играх. Дзюдоистка представляла Американское Самоа в весе до 63 кг. 12 августа в 1/16 финала (первом раунде), А'этону встретилась с немкой Анной фон Харнир. Фон Харнир победила А'этону приёмом Кутики Таоси, принесшим ей иппон, и не позволила ей пройти в следующий раунд.
Женщины
| Спортсмен      | Соревнование | 1/16 финала                     | 1/8 финала           | Четвертьфинал        | Полуфинал            | Первый утешительный этап | Утешительный четвертьфинал | Утешительный полуфинал | Финал                | Финал                |
| Спортсмен      | Соревнование | Противник Результат             | Противник Результат  | Противник Результат  | Противник Результат  | Противник Результат      | Противник Результат        | Противник Результат    | Противник Результат  | Место                |
| -------------- | ------------ | ------------------------------- | -------------------- | -------------------- | -------------------- | ------------------------ | -------------------------- | ---------------------- | -------------------- | -------------------- |
| Силулу А'этону | −63 кг       | фон Харнир Германия П 0000–1000 | Не квалифицировалась | Не квалифицировалась | Не квалифицировалась | Не квалифицировалась     | Не квалифицировалась       | Не квалифицировалась   | Не квалифицировалась | Не квалифицировалась |

## Лёгкая атлетика
Девятнадцатилетний уроженец Лос-Анджелеса Шанахан Санитоа представлял честь Американского Самоа в лёгкой атлетике. Это выступление на Олимпийских играх было для него дебютным. Он участвовал в пятом квалификационном забеге на 100 метров, прошедшем 14 августа. Санитоа пробежал дистанцию за 12.60 секунд и стал последним в забеге среди восьми бегунов. Он отстал от пришедшего седьмым представителя Сейшельских островов Дэнни Д'Соузы на 1.68 секунд. В том же забеге бежали такие известные спортсмены, как американец Тайсон Гэй (10.22) и нигериец Олусоджи Фасуба (10.29). В итоге, спортсмен из Американского Самоа занял последнее, 80-е, место в квалификационных забегах и не вышел в следующую стадию.
Мужчины
| Спортсмен       | Дисциплина | Квалификация | Квалификация | Четвертьфинал       | Четвертьфинал       | Полуфинал           | Полуфинал           | Финал               | Финал               |
| Спортсмен       | Дисциплина | Итог         | Место        | Итог                | Место               | Итог                | Место               | Итог                | Место               |
| --------------- | ---------- | ------------ | ------------ | ------------------- | ------------------- | ------------------- | ------------------- | ------------------- | ------------------- |
| Шанахан Санитоа | 100 м      | 12.60        | 80           | не квалифицировался | не квалифицировался | не квалифицировался | не квалифицировался | не квалифицировался | не квалифицировался |

## Плавание

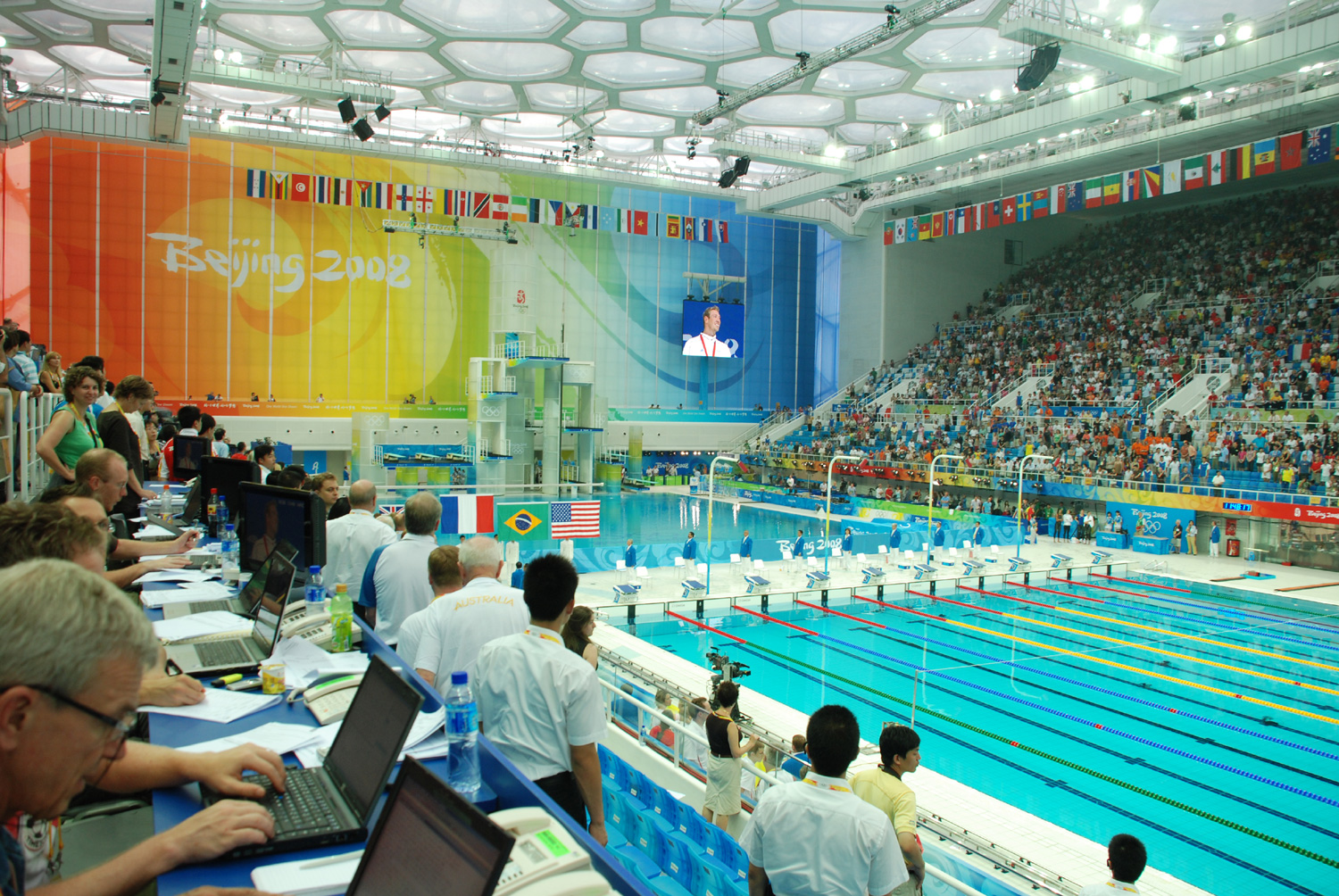
Пекинский национальный плавательный комплекс, в котором проходили соревнования по плаванию

Девятнадцатилетний студент Вест-Пойнта Стюарт Гленистер, родившийся в Форт-Ноксе (штат Кентукки), защищал честь Американского Самоа на Олимпийских играх 2008 года в 50-метровке вольным стилем. Он был единственным представителем Американского Самоа в соревнованиях по плаванию и никогда до этого на Олимпийских играх не участвовал. Во время предварительного раунда, прошедшего 14 августа, Гленистер участвовал в четвёртом заплыве и проплыл дистанцию за 25.45 секунд. Он занял первое место в заплыве, обогнав палестинца Хамзу Абдо (25.60). Однако он занял лишь 71 место среди 97 спортсменов и не прошел далее.
Также честь Американского Самоа на Играх в Пекине защищала уроженка Сан Луис Обиспо Вирджиния Фармер. Фармер никогда до этого не участвовала на Олимпийских играх. Предварительный раунд на дистанции 50 метров вольным стилем прошел 15 августа. В четвёртом квалификационном заплыве Вирджиния финишировала с результатом 28.82 секунды, заняв третье место в заплыве между представительницей Свазиленда Сенеле Дламини (28.70) и боливийкой Кэтерин Морено (29.05). Лидером заплыва была представительница Мозамбика Ксимене Гомес (28.15). В итоге, Фармер заняла 62-е место среди 92 спортсменок и также не квалифицировалась в следующие раунды.
Мужчины
| Спортсмен        | Дисциплина          | Квалификация | Квалификация | Полуфинал           | Полуфинал           | Финал               | Финал               |
| Спортсмен        | Дисциплина          | Время        | Место        | Время               | Место               | Время               | Место               |
| ---------------- | ------------------- | ------------ | ------------ | ------------------- | ------------------- | ------------------- | ------------------- |
| Стюарт Гленистер | 50 м вольным стилем | 25.45        | 71           | Не квалифицировался | Не квалифицировался | Не квалифицировался | Не квалифицировался |

Женщины
| Спортсмен        | Дисциплина          | Квалификация | Квалификация | Полуфиналы           | Полуфиналы           | Финал                | Финал                |
| Спортсмен        | Дисциплина          | Время        | Место        | Время                | Место                | Время                | Место                |
| ---------------- | ------------------- | ------------ | ------------ | -------------------- | -------------------- | -------------------- | -------------------- |
| Вирджиния Фармер | 50 м вольным стилем | 28.82        | 62           | Не квалифицировалась | Не квалифицировалась | Не квалифицировалась | Не квалифицировалась |